# بياملي (أديامان)
بياملي (بالكردية: Peyamê‏) (بالتركية: Payamlı)‏ هي قرية كرديّة تتبع إداريّاً لمديرية أديامان في محافظة أديامان التركية الواقعة في جنوب شرق الأناضول. وبلغ عدد سكانها 108 نسمة في عام 2021.